# Munshausen
Munshausen (franska) (luxemburgiska: Munzen lyssna (fil), tyska: Munshausen) är en ort i kantonen Clervaux i norra Luxemburg. Den ligger i kommunen Clervaux, cirka 47,5 kilometer norr om staden Luxemburg. Orten har 245 invånare (2022).
Orten tillhörde före den 5 december 2011 kommunen Munshausen, där den även var huvudort.